# Palmrainbrücke
Die Palmrainbrücke überspannt bei Stromkilometer 171,33 den Rhein und verbindet das deutsche Weil am Rhein und das französische Huningue (Hüningen) miteinander. In der Mitte der Brücke verläuft die Grenze zwischen Deutschland und Frankreich. Gleichzeitig bildet die Brücke den Startpunkt der Bundesstraße 532, die mit 2,5 Kilometern zu den kürzesten in Deutschland zählt.
Von 1878 bis 1937 war an der Stelle der Palmrainbrücke eine Eisenbahnbrücke, seit 1979 steht an ihrer Stelle eine Straßenbrücke.

## Brücke von 1878
Schon 1863 beabsichtigten die Großherzoglich Badischen Staatseisenbahnen bei Weil am Rhein eine weitere Rheinbrücke zu erbauen, um so den Eisenbahnverkehr aus dem Elsass über ihr Streckennetz zu führen. Allerdings kam es erst 1869 zu einem Übereinkommen mit der französischen Ostbahn bezüglich der Errichtung einer Holzbrücke. Aufgrund des Ausbruchs des Deutsch-Französischen Kriegs wurde dieses allerdings nicht mehr ausgeführt.
Am 13. Mai 1874 wurde schließlich ein Staatsvertrag zwischen dem Großherzogtum Baden und dem Deutschen Reich, als neuem Träger der staatlichen Hoheit im Elsass, über die eingleisige, 5,6 Kilometer lange Bahnstrecke Weil am Rhein–Saint-Louis (Haut-Rhin) zwischen Leopoldshöhe (Weil am Rhein) und St. Ludwig (Saint-Louis) mit einer neuen Rheinbrücke, ausgelegt für zwei Gleise, geschlossen. Im Juni 1875 begann der Bau der Brücke, am 11. Februar 1878 wurde das Bauwerk dem Betrieb übergeben. Am 20. Mai 1890 wurde die Brücke mit der strategischen Bahnstrecke Weil am Rhein–Lörrach verbunden. Die Rheinbrücke bei Hüningen wies drei Hauptöffnungen mit Stützweiten von 72 Meter auf sowie am westlichen Ufer zwei Flutöffnungen von 36 Meter Stützweite. Der Brückenüberbau bestand aus eisernen Fachwerkkonstruktionen mit unten liegender Fahrbahn und 7,2 Meter Bauhöhe bei den Haupt- und 3,6 Meter bei den Nebenöffnungen. Zwischen den Jahren 1905 und 1906 wurde für das nördliche Gleis der zweite Überbau errichtet. Im Jahr 1919 kam die Brücke aufgrund des Versailler Vertrag komplett in den Besitz Frankreichs. Im Juli 1920 wurde der eingleisige Zugbetrieb wieder aufgenommen, zwei Jahre später ein neuer gemeinsamer Grenzbahnhof in Palmrain eingeweiht. Da sowohl im Reise- als auch im Güterverkehr das Verkehrsaufkommen in den folgenden Jahren stark zurückging, wurde am 3. April 1937 der Eisenbahnbetrieb eingestellt. Noch im gleichen Jahr folgte der Abbau der Überbauten durch Frankreich. Die Strompfeiler blieben stehen.

## Brücke von 1979
Das am 29. September 1979 eröffnete Bauwerk ist Teil der nur 2,5 Kilometer langen Bundesstraße 532 und ersetzte den Fährbetrieb, der 1947 eingerichtet worden war. Für den Bau der Brücke setzte sich vor allem der elsässische Politiker André-Paul Weber ein. Bauherren der neuen Palmrainbrücke waren die Bundesrepublik Deutschland und das Département Haut-Rhin. Die in den Jahren 1977 bis 1979 errichtete Straßenbrücke besitzt eine 7 Meter breite Fahrbahn mit zwei Fahrstreifen und beidseitige Gehwege. Die inzwischen stillgelegten Grenzkontrolleinrichtungen befinden sich auf der französischen Seite. Bis zur Fertigstellung der Dreiländerbrücke Ende 2006 war die Palmrainbrücke die einzige feste Überquerungsmöglichkeit zwischen Weil am Rhein und der französischen Seite.
Die rund 289 Meter lange Spannbetonbrücke weist vier Öffnungen mit Feldweiten in West-Ost-Richtung von 64,71 – 105 – 73,20 und 45,75 Meter auf. Als Bauwerkssystem ist in Längsrichtung der Durchlaufträger vorhanden. In Querrichtung besitzt der Überbau einen einzelligen, gevouteten Hohlkastenquerschnitt mit einer Konstruktionshöhe von 2,2 Meter in der Mitte der Hauptöffnung und 5,08 Meter über den Strompfeilern. Die 10,5 Meter breite Fahrbahnplatte kragt beidseitig 2,65 Meter über die senkrechten Stege aus, die Bodenplatte ist 5,2 Meter breit.
Die Herstellung des Überbaus erfolgte, bis auf das rechte Endfeld, im Freivorbau als Waagebalken. Für die beiden Pfeiler auf deutscher Seite wurden zur Gründung die Senkkästen der ehemaligen Eisenbahnbrücke benutzt. Der neue Pfeiler auf französischer Seite weist eine Flachgründung auf, die in einer offenen, mit Spundwänden gesicherten Baugrube, erstellt wurde.